# Helena Stuchłowa
Helena Regina Stuchłowa z domu Miszel (Mischel) (ur. 17 lutego 1897 we Lwowie, zm. 4 września 1955 w Nowym Sączu) – polska okulistka, doktor wszechnauk lekarskich („doctor medicinae universae”).

## Życiorys
Urodziła się 17 lutego 1897 we Lwowie w inteligenckiej rodzinie żydowskiej Klary (Chai) i Arnolda (Arniego) Miszelów. Studiowała  medycynę na Uniwersytecie Lwowskim, pod kierunkiem profesora Adolfa Becka. Jako studentka, wraz ze swoim przyszłym mężem brała udział w obronie Lwowa, pracując jako ochotniczka, w szpitalu wojennym na Politechnice Lwowskiej (Szpital Technika nr I, Szpital nr II). Studia ukończyła w 1922 na polskim Wydziale Lekarskim Uniwersytetu Jana Kazimierza we Lwowie.
Początkowo pracowała w Żółkwi, gdzie Stanisław Stuchły był dyrektorem szpitala. W 1928 przenieśli się do Nowego Sącza, gdzie jej mąż również otrzymał posadę dyrektorską. Z czasem zamieszkali w kupionej przez siebie kamienicy, przy ul. Jagiellońskiej 34. Pracowała w sądeckim szpitalu. W latach 30. XX wieku była też krótko lekarzem szkolnym w szkole sióstr niepokalanek, mieszczącej się w tzw. Białym Klasztorze. 
Po wybuchu II wojny światowej, wraz z mężem, który uciekł z niewoli sowieckiej, podjęli na nowo pracę w szpitalu. Pomagała potajemnie polskim partyzantom, udzielała im pomocy na miejscu (w mieszkaniu służbowym), a także dojeżdżała do rannych. Od 1941 ukrywała się u sióstr niepokalanek z Białego Klasztoru, potem u siostry swojego męża, w Warszawie. Oprócz rodziny, w jej ratowaniu brali udział sądeccy jezuici z o. Antonim Kuśmierzem na czele, siostry miłosierdzia, niepokalanki oraz przyjaciele. W Warszawie przebywała prawdopodobnie do Powstania w 1944. Koniec wojny spędziła prawdopodobnie w klasztorze w Kalwarii Zebrzydowskiej. Wróciła do Nowego Sącza w marcu 1945. Natomiast jej rodzice, jeden z braci i dalsi krewni (około 40 osób) zginęli w getcie lwowskim w 1942.
Z racji przerwy w praktyce zawodowej Helena Stuchłowa musiała zdobyć dodatkową specjalizację. Po kursie w Gliwicach zaczęła pracę jako lekarz radiolog.
Zmarła 4 września 1955 w Nowym Sączu, po krótkiej i ciężkiej chorobie. Jest pochowana razem z mężem na cmentarzu komunalnym w Nowym Sączu. Na grobie znajduje się też tablica pamiątkowa ich starszego syna, Stanisława.

## Życie prywatne
W 1924 wyszła za polskiego lekarza chirurga, majora Stanisława Stuchłego (1888–1944). Matka Stanisława Szczęsnego (ur. 1931 we Lwowie, zm. 2003 w Kanadzie) i Janusza (ur. 1932 we Lwowie, zm. 2020 w Kanadzie).